# In fondo al bosco (film 2015)
In fondo al bosco è un film del 2015 diretto da Stefano Lodovichi, con protagonisti Filippo Nigro e Camilla Filippi.

## Trama
Durante una gelida notte dell'inverno 2010, mentre in paese è in corso una festa dove gli abitanti sono mascherati da Krampus, il piccolo Tommaso, di soli quattro anni, scompare misteriosamente. Suo padre avrebbe dovuto occuparsi di lui ma, da bevitore incallito qual è, si era ubriacato durante i festeggiamenti e non aveva svolto in maniera ottimale il suo ruolo di genitore. A causa di alcuni suoi trascorsi l'uomo viene addirittura sospettato dell'omicidio del bambino; la madre del piccolo, Linda, tenta il suicidio. Cinque anni dopo viene ritrovato un bambino senza identità e, quando il test del DNA rivela che si tratta di Tommi, i genitori possono finalmente riabbracciare il loro figlio. Il padre Manuel è felice di averlo ritrovato e può finalmente scagionarsi agli occhi della comunità, che lo ha sempre ritenuto il primo sospettato della sua scomparsa; la madre Linda, invece, fatica a adattarsi al ritrovamento, giacché percepisce strani e inquietanti segni. Sebbene fossero di fatto separati in casa da anni, i genitori del bambino tentano comunque di riformare una famiglia per il bene di Tommaso.
Il bambino non solo non ricorda nulla ma ha una strana avversione per gli abbracci; inoltre il cane di suo nonno continua ad abbaiargli e ringhiargli contro, senza avere nel contempo questo atteggiamento con nessun altro. Quando Manuel va al pub del paese insieme a suo figlio, i due si imbattono in una giornalista che inizia a far loro domande: il bambino la aggredisce. Dimitri (un ragazzo disturbato mentalmente, fratello del proprietario del pub) inizia ad urlare che quel bambino non è davvero Tommi: i due ragazzi e la compagna di uno di loro stanno nascondendo qualcosa riguardante la misteriosa scomparsa del bambino. Mentre tutti si chiedono cosa sia successo veramente, alcuni indizi portano ad un'antica leggenda locale ed al terribile sospetto che il bambino sia l'incarnazione del diavolo. Quella stessa notte, dopo aver assistito a un alterco fra suo padre e suo nonno e aver udito che quest'ultimo non riesce a provare amore per lui, il piccolo Tommi uccide il cane del nonno con un coltello. Il giorno dopo la famiglia costringe Tommi a presenziare mentre il nonno seppellisce il cane, dopo di che l'uomo va dal prete del paese e gli rivela che, secondo lui, il bambino è in realtà il diavolo sotto mentite spoglie.
La sera successiva il padre di Tommi organizza una festicciola al pub del paese a cui invita tutti i compaesani: nessuno si presenta e, in preda alla rabbia, Manuel inizia a urlare per le strade del paese, inveendo contro le persone che secondo lui sarebbero scontente dal non poterlo più considerare un assassino. In questo frangente, il nonno del bambino approfitta del trambusto per portarlo in chiesa: qui il bambino vomita e appare terrorizzato dalle rappresentazioni sacre, il che sembra avvalorare la sua tesi. Da quel momento i genitori di Tommi ricominciano ad allontanarsi progressivamente e così il commissario del paese, già ai tempi amante della donna, ne approfitta per riprendere la loro relazione. Quella notte, mentre Manuel è fuori di casa, Linda è colta da una paralisi nel sonno: la donna dà la colpa al bambino e lo caccia in malo modo dalla stanza. Il giorno dopo, Linda scopre dei pezzi di vetro nella sua colazione: lei e suo padre sospettano sia stato il bambino ad attentare alla sua vita. La donna si rifiuta dunque di accompagnare il piccolo dalla psicologa che lo segue, mandandolo da solo con Manuel: nel frattempo lei vede il suo amante nel suo stesso appartamento.
Mentre padre e figlio sono al commissariato per l'incontro con la psicologa, Dimitri si presenta con lo scopo di parlare col commissario di Tommi: gli viene però impedito di farlo. Manuel si presenta allora al pub e pretende con la forza di sapere cosa stanno nascondendo: i ragazzi rivelano che cinque anni prima Dimitri tramortì accidentalmente Tommi dopo che il bambino aveva sorpreso loro tre in un festino a luci rosse. I tre erano poi tornati sul posto per occultare il cadavere, ritrovandolo dopo un'ora di ricerche e  constatandone l'effettiva morte lo nascosero in un bunker.L'uomo  va a verificare egli stesso la presenza del piccolo Tommi nel bunker sepolto ormai da cinque anni e rendendosi conto  che il bambino che ha con sé non è davvero suo figlio lo manda via: Subito dopo si ubriaca per la prima volta in cinque anni e si presenta dal commissario e amante di sua moglie, pestandolo affinché gli riveli cosa sta accadendo: l'uomo rivela di aver sfruttato il fatto che il bambino ritrovato non avesse memoria per falsificare il test del DNA pur di rendere felice la sua amata Linda. Nel frattempo, il presunto Tommaso torna a casa ma Linda e suo padre, sempre più convinti che il piccolo sia la reincarnazione del demonio, lo gettano in un pozzo.
Subito dopo, Manuel trascina sul posto il poliziotto affinché racconti che cosa ha fatto; ma Linda, che già prima della scomparsa del bambino soffriva di problemi psicologici, ha un crollo nervoso e racconta che cosa accadde davvero la notte della scomparsa: Tommaso, sopravvissuto all'incidente con Dimitri, era tornato a casa e aveva provato a svegliarla, ma lei aveva reagito soffocandolo. Dopo la morte del bambino era convinta che il piccolo dormisse. Suo padre, scoperto l'accaduto, aveva provato a occultare il corpo e per poco non era stato scoperto dallo stesso Manuel, riuscendo tuttavia a sbarazzarsi del cadavere senza che il genero si accorgesse di nulla. Proprio mentre la donna confessa il terribile crimine commesso da lei e suo padre, il bambino gettato nel pozzo inizia a urlare: Manuel, che essendo armato di pistola può contrastare facilmente i presenti, salva il piccolo e chiama la polizia, che arresta dunque i veri responsabili della morte di Tommaso e il poliziotto che aveva falsificato i campioni di DNA. Nei mesi successivi Manuel e il bambino vengono seguiti ancora dalla psicologa: Manuel ha infatti deciso di fare comunque da padre al piccolo anche se non si tratta del vero Tommaso.

## Produzione
Il film è prodotto da Sky Italia con la collaborazione di One More Pictures e con il contributo della Trentino Film Commission. Il film è stato girato interamente in Val di Fassa, nelle località di Tamion e Soraperra e nei boschi di Alba di Canazei.

## Distribuzione
Il film è stato distribuito nelle sale cinematografiche italiane il 19 novembre 2015 a cura di Notorious Pictures. Il film è stato presentato all'Ariano International Film Festival.

## Accoglienza
Paola Casella di Mymovies assegna 2,5 stelle su 5 al film complimentandosi per la scelta del regista di creare un film che si ispiri in maniera coerente ad alcuni casi di cronaca e leggende italiane "elevando la ricostruzione da salotto ad arte cinematografica"; Casella si complimenta anche per la resa degli attori, ma nel contempo sottolinea che la sceneggiatura dell'opera è intrisa di una misoginia di fondo che emerge fortemente nella caratterizzazione di Linda.